# Бальгха
Бальгха, бальга (Balgha, араб. بلغه‎), также встречается написание balga, belgha или belga) — кожаные тапочки без каблука, часть традиционной одежды в странах Магриба, особенно в Марокко. Разновидность бабушей.
Бальгха носят мужчины и женщины всех социальных слоёв, как в городе, так и сельских районах Марокко.